# Story Musgrave
Franklin Story Musgrave, M.D. (nacido el 19 de agosto de 1935) es un médico estadounidense y un astronauta retirado de la NASA. Es orador público y consultor tanto del grupo Imagineering de Disney como de Applied Minds en California. En 1996 se convirtió en el segundo astronauta en volar en seis vuelos espaciales, y es el astronauta con mayor educación formal con seis títulos académicos. Musgrave es el único astronauta que voló a bordo de los cinco transbordadores espaciales.

## Educación
Musgrave asistió a la Escuela Dexter en Brookline, Massachusetts y a la Escuela de San Marcos en Southborough, Massachusetts, de 1947 a 1953. Abandonó la escuela de San Marcos en su último año cuando un accidente automovilístico le hizo perder una cantidad considerable de estudios vitales de pre-graduación.
Mientras servía en los Marines, completó su GED. Después de su alta, Musgrave recibió un B.S. en matemáticas y estadística de la Universidad de Syracuse en 1958. Recibió un M.B.A.en análisis de operaciones y programación de computadoras de la Universidad de California, Los Ángeles en 1959, un B.A. en química del Marietta College en 1960, un doctorado en medicina del Columbia University College of Physicians and Surgeons en 1964, un M.S. en fisiología y biofísica de la Universidad de Kentucky en 1966, y una maestría en literatura de la Universidad de Houston-Clear Lake en 1987.

## Carreras militares y aeronáuticas.
Después de abandonar la escuela, Musgrave se alistó en el Cuerpo de Marines de los Estados Unidos en 1953. Se desempeñó como electricista de aviación, técnico de instrumentos y jefe de tripulación de aviones mientras completaba tareas en Corea, Japón y Hawái, y a bordo del portaaviones USS Wasp en el Lejano Oriente. El hermano aviador de Musgrave, Percy, que también sirvió en el USS Wasp, murió en una misión cuando el transportista "lo atropelló" después de un accidente de despegue.
Aunque no calificó como piloto hasta completar su entrenamiento de astronauta estipulado, Musgrave ha volado 17.700 horas en 160 diferentes tipos de aviones civiles y militares, incluidas 7.500 horas en aviones a reacción. Obtuvo calificaciones FAA para instructor, instructor de instrumentos, instructor de planeador y piloto de transporte de línea aérea, además de alas de astronauta. Un paracaidista consumado, ha realizado más de 800 caídas libres, incluidos más de 100 descensos experimentales de caída libre relacionados con el estudio de la aerodinámica humana.

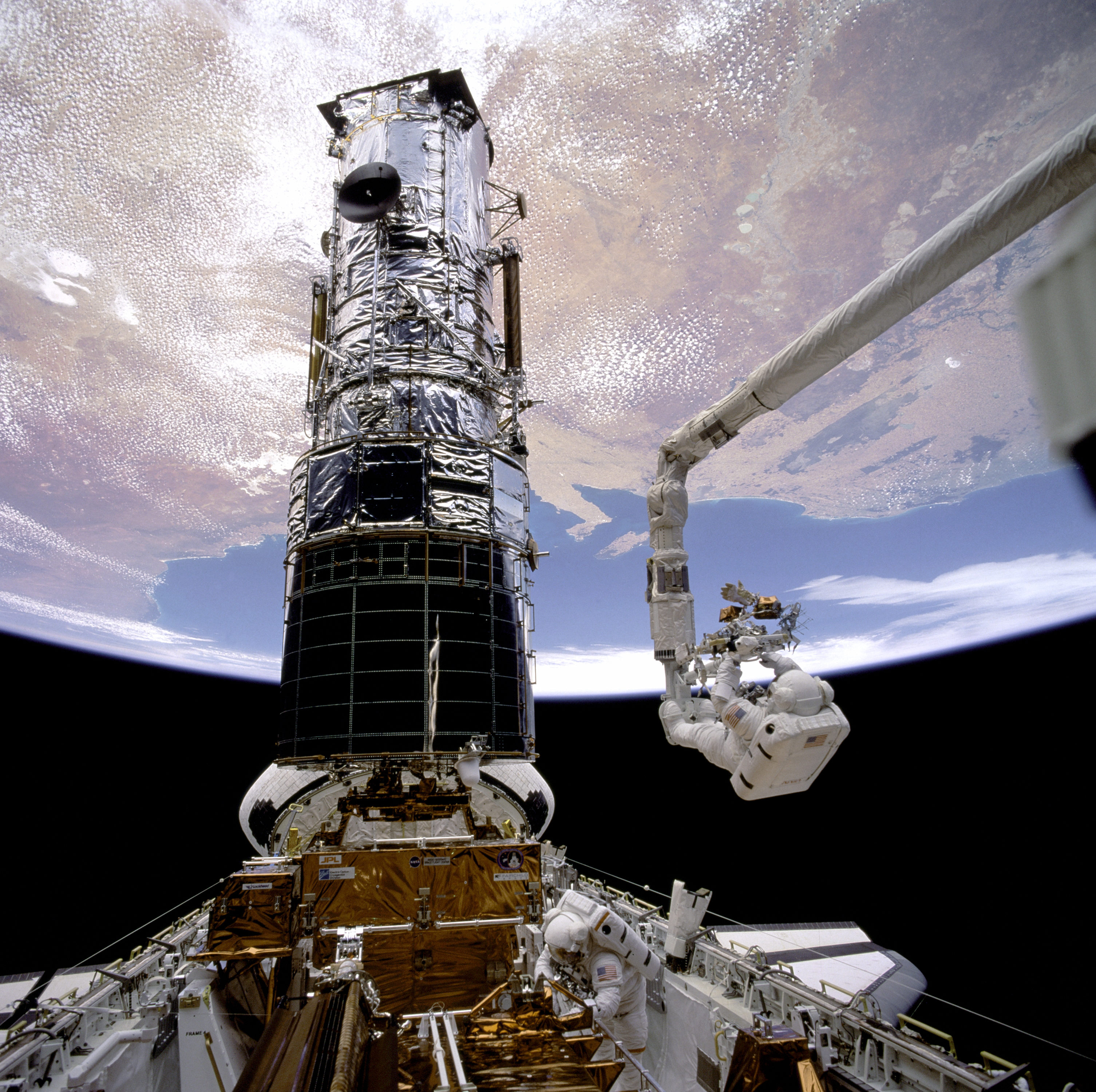
Musgrave, anclado en el extremo del Canadarm, se prepara para ser elevado a la parte superior del telescopio espacial Hubble para instalar cubiertas protectoras en los magnetómetros como parte del STS-61

## Organizaciones
Es miembro de Phi Delta Theta, Alpha Kappa Psi, la Asociación Americana para el Avance de la Ciencia, Beta Gamma Sigma, la Asociación Médica de Aviación Civil, la Asociación de Médicos Voladores, la Academia Internacional de Astronáutica, la Asociación de Aviación del Cuerpo de Marines, el National Aeronautic Association, National Aerospace Education Council, National Geographic Society, Navy League, New York Academy of Sciences, Omicron Delta Kappa, Soaring Club of Houston, Soaring Society of America y United States Parachute Association.